# Brațele Afroditei
Brațele Afroditei este un film de aventuri româno-marocan din 1979, regizat de Mircea Drăgan. Rolurile principale sunt interpretate de actorii Radu Beligan, Violeta Andrei și Mircea Albulescu.

## Rezumat
Un port din Maroc este construit de o echipă de români și marocani. În timpul construcției sunt găsite mai multe obiecte de artă de valoare. Hoții apar și românii ajută poliția locală să-i prindă.

## Distribuție
- Radu Beligan — traficantul de artă Carlos Morena Mendoza din São Paulo
- Violeta Andrei — reportera TVR Ema Pop
- Mircea Albulescu — ing. român Popescu, directorul șantierului portuar Nador
- Larbi Doghmi⁠(fr)[traduceți] — profesorul de arheologie El-Yazidi (menționat Larbi Dougmi)
- Dem Rădulescu — inginerul român Dan Rotaru
- Mohamed Basri — guvernatorul Larousi (menționat Ahmed Basri)
- Amza Pellea — macaragiul român Marin
- Abdullatif Hilal — șeful de echipă Rachid (menționat Hilal Abdelatif)
- George Mihăiță — tehnicianul TV Gigi
- Ritha Ben Abdeslam — arheologa Myriam, asistenta prof. El-Yazidi
- Alexandru Repan — arheologul român Radu Donose, specialist în epoca lui Traian
- Aziz Maouhoub⁠(fr)[traduceți] — inspectorul de poliție (menționat Mouhoub Aziz)
- Ioana Drăgan — Laura, soția lui Mendoza
- Abdelkader Moutaa — căpitanul de poliție Kebir (menționat Moutaa Abdelkader)
- Florina Cercel — doctorița română Ana, soția lui Dan Rotaru
- Moulay Abdellah Lamrani — traficantul Hachim, complicele lui Mendoza (menționat Abdelah Lambrani)
- Jean Constantin — maistrul român Jean
- Zaki Houari
- Noufissa Doukkali
- Mustafa Kaissouri (menționat Kaissouri Mustafa)
- Salah Eddine Ben Moussa (menționat Salaheddine Benmoussa)
- Aicha El Ghazi (menționată El Ghazi Aissa)
- Hadj Fennan
- M'hamed Chmima (menționat Chmima M'hamed)

## Producție
Este produs de Casa de filme 5. Filmările au avut loc în perioada 8 mai - 30 iunie în Maroc la Nador, Al Hoceima, Fès, Casablanca și Meknes. Cheltuielile de producție s-au ridicat la 3.824.000 lei.

## Primire
Filmul a fost vizionat de 1.773.108 de spectatori în cinematografele din România, după cum atestă o situație a numărului de spectatori înregistrat de filmele românești de la data premierei și până la data de 31 decembrie 2014 alcătuită de Centrul Național al Cinematografiei.